# Charles-André van Loo
Charles-André van Loo (Nizza, 15 febbraio 1705 – Parigi, 15 luglio 1765) è stato un pittore francese. 
Fratello minore di Jean-Baptiste van Loo, fu il più noto membro di una famiglia di pittori di origini olandesi. La sua opera comprende dipinti con i più vari soggetti: religiosi, profani, mitologici, ritratti. Fu allievo di Joseph Aved.

## Biografia
Ancora giovane, seguì il fratello maggiore in viaggio presso la città di Torino e nel 1712 si spostò a Roma, dove studiò nella scuola del pittore italiano Benedetto Luti, conoscendo anche lo scultore francese Pierre Legros. Nel 1723 lasciò l'Italia per trasferirsi a Parigi dove ricevette, nel 1727, un premio per un quadro di soggetto storico, battendo il suo futuro rivale François Boucher. Dopo essere tornato a Torino, venne chiamato da Vittorio Amedeo II di Savoia, re di Sardegna, per il quale Charles-André dipinse una serie di illustrazioni raffiguranti scene tratte dai poemi di Torquato Tasso oltre a lavorare a diversi affreschi per la Palazzina di caccia di Stupinigi. Nel 1733 si unisce in matrimonio con la cantante Cristina Antonia Somis. L'anno successivo tornò a Parigi e nel 1735 divenne membro dell'Académie royale de peinture et de sculpture, ruolo che consacrò la sua fama di pittore. Nello stesso periodo dipinge preziose sovrapporte per l'Hôtel de Soubise di Parigi, la residenza dei principi Rohan-Soubise. Nel 1762 infatti fu nominato pittore ufficiale alla corte di Luigi XV e venne decorato con le insegne dell'Ordine cavalleresco di San Michele. 
Il figlio, Jules César Denis Van Loo fu suo allievo, specializzato in paesaggi.
Charles-André van Loo morì a Parigi nel 1765.